# Condado de Murray (Georgia)
El condado de Murray (en inglés: Murray County), fundado en 1832, es uno de 159 condados del estado estadounidense de Georgia. En el año 2007, el condado tenía una población de 40 664 habitantes y una densidad poblacional de 41 personas por km². La sede del condado es Chatsworth. El condado de Murray forma parte del Área metropolitana de Dalton.

## Geografía
Según la Oficina del Censo, el condado tiene un área total de 898 km² (346,7 mi²), de la cual 892 km² (344,4 mi²) es tierra y 6 km² (2,3 mi²) (0.71%) es agua.

### Condados adyacentes
- Condado de Polk (Tennessee) (norte)
- Condado de Fannin (este-noreste)
- Condado de Gilmer (este)
- Condado de Gordon (sur)
- Condado de Whitfield (oeste)
- Condado de Bradley (Tennessee) (noroeste)

## Demografía
Según el censo de 2000, había 36 506 personas, 13 286 hogares y 10 256 familias residiendo en la localidad. La densidad de población era de 41 hab./km². Había 14 320 viviendas con una densidad media de 16 viviendas/km². El 95.30% de los habitantes eran blancos, el 0.62% afroamericanos, el 0.38% amerindios, el 0.25% asiáticos, el 0.01% isleños del Pacífico, el 2.64% de otras razas y el 0.88% pertenecía a dos o más razas. El 5.49% de la población eran hispanos o latinos de cualquier raza.
Los ingresos medios por hogar en la localidad eran de $36 996, y los ingresos medios por familia eran $42 155. Los hombres tenían unos ingresos medios de $29 812 frente a los $23 035 para las mujeres. La renta per cápita para el condado era de $16 230. Alrededor del 12.70% de la población estaban por debajo del umbral de pobreza.

## Transporte
- U.S. Route 76
- U.S. Route 411
- U.S. Route 280
- U.S. Route 431
- SR 2
- SR 52
- SR 61
- SR 136
- SR 225
- SR 282
- SR 286

## Localidades
- Chatsworth
- Eton
- Cisco (no incorporado)
- Tennga (no incorporado)
- Crandall (no incorporado)
- Spring Place (Historical Township)
- Ramhurst (no incorporado)
- Carters (no incorporado)
- Ball Ground (no incorporado)
- Floodtown (no incorporado)
- Sumac (no incorporado)
- Fashion (no incorporado)